# Kostel svatého Vavřince (Cynków)
Kostel svatého Vavřince (polsky: Kościół św. Wawrzyńca w Cynkowie) je dřevěný římskokatolický kostel  v Cynkově v gmině Koziegłovy v myszkowském okrese ve Slezském vojvodství. Je filiálním kostelem farnosti svatého Vavřince v Cynkově v děkanátu koziegłovském archidiecéze čenstochovské. Je v seznamu kulturních památek Slezského vojvodství pod číslem A-418/60 ze dne 18. března 1960 a nachází se na Stezce dřevěné architektury Slezského  vojvodství.

## Historie
Kostel byl postaven v roce 1631 tesařským mistrem Walentem Rurajem z Pyskovic. V 19. století byla vestavěna kruchta v zadní části kostela. V letech 1951 až 1958 byla provedena generální oprava, včetně instalace hromosvodu, výměny šindelové střechy a nahrazení poškozených krokví atd.

## Architektura
Kostel je orientovaná jednolodní dřevěná stavba rámové konstrukce s vodorovně vloženými fošnami a se stěnami pobitými šindelem postavená na kamenné podezdívce. Stavebním materiálem bylo modřínové dřevo. Loď má půdorys blížící se čtverci, kněžiště je užší než loď je trojboké a na severní straně je přistavěna sakristie. Sedlová střecha je dvouhřebenová krytá šindelem. Nad lodi na střeše je umístěn šestiboký sanktusník s lucernou a cibulovou střechou.
V interiéru jsou ploché stropy, v západní části je kruchta podepřená dvěma sloupy. Na sponovém trámu ve vítězném oblouku je vyřezávaný krucifix a po stranách sochy svatého Vavřince a Šebestiána. Hlavní oltář je renesanční z první poloviny 17. století. Také boční oltáře jsou datovány do poloviny 17. století a pozdně renesanční ambon.